# 강미
강미(1950년 7월 31일(음력 6월 17일) ~ )는 대한민국의 성우이다. 1972년 MBC 5기 공채 성우로 데뷔하였다.

## 출연 작품

### 애니메이션
- 유령대소동(MBC)
- 시골소녀 폴리아나(MBC)
- 키다리 아저씨(MBC) - 리펫부인
- 개구장이 조디(MBC)
- 목장의 소녀 캐트리(MBC)
- 마이티 마우스(MBC)
- 그림명작동화(MBC)
- 쌍둥이대소동(SBS) - 마드모아젤 선생님

### 영화
- 개 같은 내 인생(MBC) - 잉마르의 엄마(안키 리덴)
- 리썰 웨폰 3(MBC) - 트리시 머토프 (달린 러브)
- 스키아카데미(SBS) - 에드나 (데보라 로즈)
- 디어 헌터(MBC)
- 프렌지(MBC) - 헤티 (빌 화이트로우)
- 이연걸의 영웅(MBC, SBS)
- 어머니 나를 다시 사랑해 주세요(MBC)
- 언제나 마음은 태양 (MBC) - 파멜라의 엄마(앤 벨) / 버스 승객(마리안느 스톤)
- 종착역(MBC)

### 외화
- 아들과 딸들(MBC) - 메리
- 불가사의의 세계 - 캐스리크로스비 (여 사회자)
- 주말의 명화;에봐가드너 - 캐셔린헵번
- 하이디 (어린이 만화영화) - 롯데 마이어 사감역 외 다수

## 같이 보기
- 문화방송 성우극회

## 배우로 출연작
- 1980년부터 : MBC 등 TV에 출연
- MBC TV 수사반장 : 복부인 역 등
- KBS TV 들국화 (박정란 작) : 순희네 역
- MBC TV 갯 마을: 김인문과 부부 역할 (3년간 출연)
- MBC TV 한 지붕 세 가족 : 오복이 엄마 (다 년간 출연)
- MBC TV 미니시리즈 천사의 선택 : 철암 탄광 동네 아낙 역
- EBS TV 감성세대 : 나혜선 모 역
- SBS TV 장희빈 / 왕의 여자 : 박 상궁 역 / 강 상궁 역
- KBS TV 부부 클리닉 : 시어머니 역
- 그 외 다수 작품에 출연
- "제5기 아름다운 이야기 할머니" : 합격 (2013.05.13(일))

한국국학진흥원주최(재) / 문화체육관광부 후원
- "제16회 어른이 어린이에게 들려주는 동화구연 대회" : 2013년 5월 29일

대상수상(장관상) : 색동회주최(사) / 문화체육관광부 후원
- 제50기 한국동화구연 아카데미(색동회) 교육과정 수료 및 자격획득

1급 지도자 (2013년 8월)